# 大人ドリル
『大人ドリル』（おとなドリル）は、NHK総合テレビジョンが2009年4月30日に月1回の放送を開始した教養番組である。2008年10月9日にNHK番組たまごで放送され、2009年4月30日より原則として毎月1回最終週に放送される。2013年3月をもって月1回の放送を終了し、2014年度からは不定期放送となった。2015年度からは放送されず、内容は『ニッポン人のギモン』に引き継がれた。

## 概要
キャッチコピーは「少しは知っているけど　深くは知らない」「そんな　今　話題のキーワードを　ズバリ解説!」「昨日より…　ちょっとだけ大人になるための　今夜のテーマは」である。毎回、最近のニュースで問題になっている事柄について、NHK解説委員と司会・ゲストのタレントとの座談形式でわかりやすく解説する。クイズを交えて分かりやすく解説し、解説委員の出演する初の「バラエティー番組」である。解説委員の出演する番組は基本的に委員は1人だけであるが、この番組は3人であるため委員同士の議論も聞ける（他BSの土曜解説、総合テレビ休日特番の双方向解説・そこが知りたい!→解説スタジアムも主旨がほぼ同じである）。

## 放送時間

### 2013年度
総合テレビ
- 毎月最終月曜日 22:55 - 23:20（2013年4月から、中部地方を除く）
中部地方は『Uta-Tube』を放送するため、振替放送が後日行われる（後述）。

### 過去
- 2009年度：原則毎月最終木曜日 23:00 - 23:29
- 2010年度上半期：原則毎月最終日曜日 23:00 - 23:29
- 2010年度下半期：毎月最終日曜日 8:25 - 8:54（近畿地方10:25 - 10:49[1]、九州・沖縄地方10:50 - 11:14）
NHKワールド・プレミアムは総合テレビと同時放送である。ノンスクランブル（2011年3月放送分まで）[2]。
- 2011年度・2012年度：原則毎月最終月曜日 22:55 - 23:25
- 再放送
再放送は2012年度から廃止された。
  - 2009年度
    - 総合テレビ：翌週水曜日 15:15 - 15:44
    - BS2：翌週火曜日 17:30 - 17:59

  - 2010年度
2010年上半期（9月）までこの番組以外の週は『あなたが主役 50ボイス』を放送した（2010年度も一緒に移動した）。なお、北海道地方は『北海道クローズアップ』の再放送に差し替えるが、「大人ドリル」の放送がある週に限り差し替えは行わず、そのまま放送された。
    - 総合テレビ：翌週木曜日 2:10 - 2:34
    - BS2：翌週水曜日 11:00 - 11:24

  - 2011年度
    - 2011年上半期（9月まで）：原則水曜日（初回放送の翌々日〔火曜深夜〕）1:00 - 1:30
九州・沖縄地方：原則月曜日（日曜深夜）0:45 - 1:15[3]
    - 2011年度下半期：原則水曜日（初回放送の翌々日〔火曜深夜〕）2:00 - 2:30

## 出演者
- 加藤浩次（極楽とんぼ）(かとう・こうじ)（番組司会）
- 渡辺満里奈(わたなべ・まりな)（レギュラー放送から）
あまり身体を動かすポジションではなかったため長女妊娠後も出産直前まで出演し、2010年6月25日に出産したため2カ月間休演した。休演中の1回はNHKアナウンサー森山春香が代役を務めた。2010年6月および7月の放送がなかった理由は渡辺の出産のみならずサッカーワールドカップと参議院選挙などで特別編成となったためである。
- NHK解説委員 - 毎回そのテーマに精通した3人の委員が出演する。柳澤秀夫は2014年5月から司会として毎回出演する。

### ナレーター
- 赤平大(あかひら・まさる)（2011年5月 - ）
- 沢城みゆき(さわしろ・みゆき)（2014年5月 - 、ナビゲーターの「ドリー」の声）

## 過去の出演者
- 磯野貴理(いその・きり)（NHK番組たまごで放送されたパイロット版でのゲストとして出演）
- 森山春香(もりやま・はるか)（第13回での司会代役）

### 過去のナレーター
- 小原雅一(こはら・まさかず)（パイロット版 - 2011年4月）

## テーマ
| 回数           | 放送日         | 上段・題名もしくはテーマ 下段・出演解説委員 | サブテーマ・備考 |
| -------------- | -------------- | --- | --- |
| 番組たまご     | 2008年 10月9日 | 最強ウイルス 南直樹・嶋津八生・加藤青延 （ゲストは磯野貴理） | |
| 第1回          | 2009年 4月30日 | 雇用危機 後藤千恵・百瀬好道・嶋津八生 | |
| 第2回          | 5月28日        | 裁判員制度 友井秀和・南直樹・岡部徹 | |
| 第3回          | 7月2日         | 地球温暖化 嶋津八生・藤原正信・室山哲也 | |
| 第4回          | 7月30日        | これでいいのか ニッポンの教育 早川信夫・中谷日出・加藤青延 | |
| 第5回          | 9月3日         | テロはなぜ なくならないのか 柳澤秀夫・石川一洋・秋元千明 | |
| 第6回          | 10月1日        | 政権交代! どうなる日本 神志名泰裕・影山日出夫・百瀬好道 | |
| 第7回          | 10月29日       | この冬大流行? 新型インフルエンザ 南直樹・谷田部雅嗣・藤野優子 | |
| 第8回          | 11月26日       | 日本の危機? 少子化問題 城本勝・今井純子・後藤千穂 | |
| 第9回          | 2010年 1月28日 | 発見! 未来を担う"ニッポン力" 嶋津八生・室山哲也・中谷日出 | |
| 第10回         | 3月11日        | どうつきあう? 経済大国・中国 嶋津八生・加藤青延・林純一 | |
| 第11回         | 4月25日        | 世界中で大論争! 日本の捕鯨 合瀬宏毅・藤原正信・早川信夫 | |
| 第12回         | 5月30日        | あなたの知らない ワールドカップ 百瀬好道・内山俊哉・二村伸 | ワールドカップ驚異の影響力とは!? 知られざるFIFAの世界戦略とは!? 注目参加国にウラ事情?                                                                |
| 第13回         | 8月1日         | 核兵器は なくせるか!? 秋元千明・出川展恒・石川一洋 （森山春香の司会代行回） | 核問題って何? 核大国アメリカ・ロシア 知られざる真実とは? 要注意!核が世界に広がっている?                                                              |
| 第14回         | 8月29日        | 情報革命 驚きの未来 室山哲也・中谷日出・早川信夫 | 情報革命 ここまで来てる どこまで知ってる? 情報革命の波は子供たちを完全に飲みつくす? 情報革命で人間そのものの存在はどうなってしまう?                  |
| 第15回         | 9月19日        | 今がチャンス!? 日本の宇宙開発 室山哲也・水野倫之・嶋津八生 | 日本の宇宙開発は どこへ進むべきなのか? |
| 第16回         | 10月24日       | 変わる!日本の空 関口博之・松本浩司・出石直 | 大きな期待がかかる 羽田国際化 本当に日本経済を活性化できるのか!? LCC・格安航空会社の安全面の問題は? 赤字続きの地方空港「日本の空」には問題が山積み!! |
| 第17回         | 11月21日       | どうする? 日本の安全保障 島田敏男・秋元千明・加藤青延 | 日本の安全保障はどうあるべき!? 今後の日中関係は!? アメリカは日本を守ってくれるのか!?                                                                 |
| 第18回         | 12月19日       | 鉄道は日本を救えるか? 関口博之・松本浩司・二村伸 | |
| 新春スペシャル | 2011年 1月3日  | 2011年 日本を元気に | 正月特番として8:20-9:50放送 |
| 第19回         | 2月6日         | 生き残れるか?日本の企業 山田伸二・関口博之・今井純子 | |
| 第20回         | 3月6日         | どうなる?日本の借金 荒木裕志・板垣信幸・下境博 | |
| 第21回         | 4月12日        | 大震災をどう乗りこえるのか? 山崎登・松本浩司・水野倫之・出石直・嶋津八生・下境博 | スペシャルとして22:00-22:50放送 |
| 第22回         | 5月30日        | 世界が変わる!?民衆革命 岡部徹・加藤青延・出川展恒 | |
| 第23回         | 6月27日        | どうなる?日本の電力 山崎登・室山哲也・嶋津八生 | |
| 第24回         | 7月25日        | 日本もピンチ!世界の食料不足 岡部徹・合瀬宏毅・加藤青延 | |
| 第25回         | 10月31日       | なぜ人気?"韓流ブーム" 竹田忠・中谷日出・出石直 | |
| 第26回         | 11月28日       | どうなる?電気自動車の未来 大島春行・室山哲也・中谷日出 | |
| 第27回         | 12月19日       | これでいいの?日本人の英語力 岡部徹・山田伸二・早川信夫 | |
| 新春拡大版     | 2012年 1月3日  | 日本再生スペシャル 安達宜正・今井純子・加藤青延・刈屋富士雄・後藤千恵・嶋津八生・中谷日出・松本浩司・室山哲也 | 正月特番として22:40-0:08放送 |
| 第28回         | 1月30日        | これで大丈夫?年金改革 今井純子・竹田忠・藤野優子 | |
| 第29回         | 2月20日        | どうなる?国と地方の関係 西川龍一・安達宜正・百瀬好道 | |
| 第30回         | 3月12日        | 今こそ見直せ!地域の力 合瀬宏毅・山崎登・後藤千恵 | |
| 第31回         | 4月30日        | いつから、大人? 友井秀和・安達宜正・刈屋富士雄 | |
| 第32回         | 5月28日        | 中東発!エネルギー危機 嶋津八生・出川恒展・岡部徹 | |
| 第33回         | 6月25日        | あなたは大丈夫?スマホ時代に潜むネットのワナ 西川龍一・中谷日出・竹田忠 | |
| 第34回         | 7月23日        | どう選ぶ!?私たちのリーダー 安達宜正・加藤青延・岡部徹 | |
| 第35回         | 9月24日        | ユーロ危機と日本の関係 百瀬好道・嶋津八生・城本勝 | |
| 第36回         | 10月29日       | "尖閣問題"!どうなる日本と中国 加藤青延・島田敏男・津屋尚 | |
| 第37回         | 11月26日       | 世界の中のニッポン 石川一洋・岡部徹・百瀬好道 | |
| 新春拡大版     | 2013年 1月4日  | 若者たちにどんな未来を残せるのか? 岡部達・安達宜正・竹田忠・加藤青延・柳澤秀夫・飯野奈津子 ゲストは須賀健太・小島瑠璃子 コーナー担当で室山哲也・大島春行・刈屋富士雄・広瀬公巳・津屋尚・菊地夏地・渥美哲・西川龍一と澤部佑 | 正月特番として22:00 - 23:00に放送 |
| 第38回         | 1月28日        | 新・日本列島改造論〜笹子トンネル事故から見えてきたもの〜 松本浩司・片岡利文・嶋津八生 | |
| 第39回         | 2月25日        | 総力戦でニッポンを切り拓け!〜女性解説委員の提言〜 飯野奈津子・道傳愛子・今井純子・藤野優子・後藤千恵 | |
| 第40回         | 3月25日        | 激論!ニッポンの体罰 西川龍一・刈屋富士雄・柳澤秀夫 | |
| 第41回         | 4月22日        | 徹底追及!TPPの本質 百瀬好道・竹田忠・柳澤秀夫 | |
| 第42回         | 5月27日        | テロ!そして危険とどう向き合うか? 大島春行・柳澤秀夫・広瀬公巳 | |
| 第43回         | 6月24日        | ビッグデータ革命!SNSとどうつき合うか? 安達宜正・大島春行・中谷日出 | |
| 第44回         | 7月29日        | 夏休みスペシャル 上半期の重要ニュースからニッポンの未来を読む! 城本勝・柳澤秀夫・飯野奈津子 | |
| 第45回         | 9月23日        | "習政権"半年…どこへ行く中国 加藤青延・島津八生 | |
| 第46回         | 10月28日       | ニッポンの雇用は変わるのか! 安達宜正・竹田忠・百瀬好道 | |
| 第47回         | 11月25日       | | |
| 新春拡大版     | 2014年 1月3日  | 新春クイズFESTA 柳澤秀夫・高橋弘行・室山哲也・竹田忠・刈屋富士雄・安達宜正 ゲストは陣内智則・斉藤慶子・小島瑠璃子・高田延彦                                                                                                | 正月特番として22:40 - 23:40に放送 |
| 第48回         | 1月27日        | ソチ五輪直前特集 徹底解剖!ロシアの国家戦略 柳澤秀夫・石川一洋・高橋弘行 | |
| 第49回         | 2月24日        | 大丈夫?過去最大の貿易赤字!日本は世界でどう稼ぐ!? 関口博之・竹田忠・百瀬好道 | |
| 第50回         | 3月17日        | これがニッポンの生きる道 安達宜正・竹田忠・刈谷富士雄・石川一洋・飯野奈津子・柳澤秀夫 | |
| 第51回         | 5月6日         | 今さら聞けない集団的自衛権のいろは 城本勝・安達宜正・高橋弘行 ゲストは高田延彦・吉村崇・菊地亜美 | 18:10 - 18:45に放送 |
| 第52回         | 8月15日        | 戦争と平和 柳澤秀夫・刈屋富士夫・安達宜正・今井純子・高橋弘行 ゲストは福田彩乃・菊地亜美・河北麻友子・中尾明慶・山里亮太                                                                                                   | 22:00 - 22:50に放送 |
| 第53回         | 12月30日       | 2015年 ニッポンはこうなる!? 柳澤秀夫・今井純子・竹田忠・安達宜正・石川一洋・城本勝・刈屋富士雄 ゲストは船越英一郎・犬山紙子・ハイヒール・リンゴ・平成ノブシコブシ・おのののか                                              | 22:00 - 22:50に放送 |
| 第54回         | 2015年 3月21日 | 「IS」とは? 柳澤秀夫・出川展恒・二村伸・高橋裕介 ゲストは中田敦彦・ハイヒール・リンゴ・菊地亜美 | 18:10 - 18:42に放送 |

## 中部地方での放送
中部地方では、2013年春季改編から『Uta-Tube』の差し替え番組となっている。そのため、振替の放送時間が一定とはなっていない。
| 放送回 | 中部地方での放送日・時間                 | 当該時間帯の番組                                                            | 備考 |
| ------ | ---------------------------------------- | --------------------------------------------------------------------------- | --- |
| 第41回 | 2013年4月28日 10:05 - 10:30              | 金とく（再放送）                                                            | 前日の『のんびりゆったり 路線バスの旅』スペシャルの再放送により、通常放送される『金とく』の再放送は行われなかった。                                  |
| 第42回 | 2013年6月5日 1:45 - 2:10（6月4日深夜）   | 歴史秘話ヒストリア選（新撰組最強ヒーロー!斎藤一〜会津藩・松平容保との絆〜） | |
| 第43回 | 2013年7月7日 13:10 - 13:35               | さだまさし 故郷に乾杯!「かすていらの旅」                                    | |
| 第44回 | 2013年8月5日 22:55 - 23:20               | サラメシ（本放送）                                                          | 中部地方では当該時間帯に『サラメシ』の本放送を行っていないが2014年春季改編により『Uta-tube』との枠交換で『サラメシ』の本放送に切り替えた。           |
| 第45回 | 2013年9月27日 0:40 - 1:05（9月26日深夜） | がんばっぺラジオ2013旅立ち（再放送）                                        | 残りの時間（1:05 - 1:30）は、『目撃!日本列島』の再放送（「親と子で、強くなる〜吉田沙保里を生んだレスリング教室〜」、津放送局制作分）を割り当てした。 |